# Карол Бжозовски
Карол Бжозовски е полски агроном и лесотехник.

## Биография
Роден е през 1821 г. От 1865 г. е ръководител на горска мисия по българските земи. Обикаля Стара планина и Родопите, с цел запознаване с теренните условия и състоянието на горите, като изработва о карти на тези региони. разработва проектът за стопанисване на българските гори, който представя на турските власти и който е приет в Цариград, но остава нереализиран. Наричан е инспектор на държавните гори и началник на лесничейската служба в крайдунавския вилает. През 1868 г. е изпратен на същата длъжност в Багдад. Умира през 1904 г.